# Elio Nava
Elio Nava (Carugate, 15 settembre 1954) è un pittore italiano.

## Biografia
Nato a Carugate nel 1954, nel 1958 si trasferisce a Brugherio. Negli anni settanta inizia a frequentare l'Accademia di belle arti di Brera, mentre nel 1984 entra a far parte dello "Studio d'Arte Tre Re", uno dei vari che si costituisce in città nel corso di quegli anni. Memore della lezione di Rousseau, Chagall, Bruegel e Bosch, Elio Nava con la sua produzione pittorica si colloca nel filone dell'arte naif a testimonianza del suo riconoscimento, vi è la partecipazione a varie mostre quali quella di Luzzara, in provincia di Reggio Emilia; a Varenna; e alla Galleria Pro Arte Kasper di Morges. Brugherio, nel 1998, gli ha dedicato una mostra nella sede della biblioteca, Palazzo Ghirlanda-Silva; seguita poi dalla provincia di Verona. 

## Opere
- Siena[1]
- Il Trenino delle maschere
- Cavalieri al galoppo
- Panoramica di Firenze
- L'auto allegra
- Chi la fa l'aspetti
- Torneo medioevale
- Il meritato riposo
- La notte delle lanterne
- La Rotonda
- Cavalieri con lavanda
- Finestra con gatti
- Finestra con pizzo
- Finestra con le tre monelle
- Risveglio della primavera
- Finestra fiorita
- Finestra azzurrina
- Il caffè del mattino
- Finestra con le chiocciole
- Quattro cilindri
- Nevicata
- Operl Mod 5 12 HP 1912
- Le zebre tipo C del 1914
- Finestra fiorita con Gioppino
- Castello notturno
- La finestra Blu
- La finestra rosa
- La mia finestra
- La finestra dei cavalieri
- Finestra di baita
- La finestra del sole e della luna
- Finestra natalizia
- Alfa Romeo 6 C. 1750-1929
- Georges Richard 1899
- A10 - Peugeot Tonneau 1904
- Il piccolo pescatore
- Finestra bretone
- Finestra tirolese
- Il cavaliere Aquila gialla
- Il cavaliere del quadrifoglio
- Gioppino alla finestra
- Mongolfiere a Freudenburg
- Gita in auto
- La casa del mago Guru Guru
- Siena
- L'invasione di farfalle a Venezia
- La festa dei cavalieri a Fontanellato
- Venezia festa al Palazzo dell'Edera
- Cernusco sul Naviglio
- Mongolfiere a Moncucco